# Жайыл
Жайыл (до 1993 года — Большевик) — село в Жайылском районе Чуйской области Кыргызстана. Входит в состав Жайылнского аильного округа. Код СОАТЕ — 41708 209 811 02 0.

## Население
| год     | 2009 | 2014 | 2015 |
| ------- | ---- | ---- | ---- |
| человек | 1063 | 1171 | 1202 |